# Tiago Antunes
Tiago Gomes Antunes, nascido em 9 de abril de 1997 em Bombarral, é um ciclista português que corre pela equipa Efapel Cycling.

## Biografia
Nas categorias de jovens, Tiago Antunes afirma-se como um dos melhores ciclistas portugueses. Em 2013, consegue a Volta a Portugal cadetes. e consagra-se Campeão nacional da contrarrelógio aindo muito jovem. Em 2014, é o vencedor final da Copa de Portugal juniores. Seleccionado repetidamente para a equipa de Portugal juniores, distingue-se com esta durante as Jogos Olímpicos da juventude de Nanquim, em ganha a medalha de prata no Ciclismo em estrada
Em 2016, para a sua primeira temporada nas esperanças, consegue uma etapa contrarrelógio e a vitória final no grande Prêmio de Gondomar, carreira nacional.
Em 2017, distingue-se terminando terceiro de uma etapa e décima da Ronde d'Isard, ou ainda nono do Grande Prêmio Priessnitz spa, em Copa das Nações. Na Volta do Futuro, é o corredor português melhor classificado no trigésimo posto. Em Portugal, é terceiro do Circuito da Curia, reservado aos corredores de menos de 23 anos, quarto da Volta das Terras de Santa Maria, décimo da Volta a Portugal do Futuro ou ainda decimocuarto do Troféu Joaquim-Agostinho. Enquanto, está fichado pelo clube espanhol Aldro, dirigido por Manolo Saiz. Com este, se distingue em Espanha terminando quinto do Troféu Santiago de Chile em Cos, depois nono na Volta a Galiza.
No ínício de 2018, corre com as cores do centro mundial de ciclismo. Em abril, ele reintrega o clube Aldro. Para o seu regresso a Espanha, obtém o seu primeiro resultado significativo tomando o sexto lugar da Bizkaia 3E. Uma semana mais tarde, classifica-se segundo da Subida a Urraki, carreira para escaladores do calendário basco. Prosseguindo na sua boa forma, termina segundo da primeira etapa e quarta da Volta a Bidasoa, depois terceiro de uma etapa da Ronde d'Isard, que conclui no décimo-primeiro posto. Um mês mais tarde, volta a Portugal para disputar os Campeonatos nacionais esperanças, onde se classifica terceiro da contrarrelógio e quinto do Ciclismo em estrada. Seleccionado para os Jogos do Mediterrâneo de Tarragona, classifica-se 19.º do Ciclismo em estrada, enquanto o seu compatriota Rafael Silva apodera-se da medalha de bronze. Sempre em Espanha, obtém novos lugares de honra : segundo do Prêmio Nossa Senhora de Ouro, quinto do Antzuola Saria ou ainda terceiro do Troféu Santiago en Cos. Em agosto de 2018 ele junta-se de novo para a SEG Racing Academy.

## Palmarés em estrada
- 2013
  -  Campeão de Portugal da contrarrelógio cadetes
  - Tour de Portugal cadetes
- 2014
  - Copa de Portugal juniores
  - 2.º do Campeonato de Portugal de contrarrelógio juniores
  -  Medalha de prata da Ciclismo em estrada nos Jogos Olímpicos da juventude
- 2016
  - Grande Prêmio de Gondomar :
    - Classificação geral
      - 1.ª etapa
- 2018
  - 2.º da Subida a Urraki
  - 2.º do Prêmio Nossa Senhora de Ouro
  - 2.º da Volta a Portugal do Futuro
  - 3.º do Campeonato de Portugal da contrarrelógio esperanças
  - 3.º do Troféu Santiago en Cos
- 2019
  - Tour das Terras de Santa Maria

## Classificações mundiais
| Ano             | 2017   | 2018  |
| UCI Europe Tour | 1 447. | 1 185 |